# Coelogyne kemiriensis
Coelogyne kemiriensis är en orkidéart som beskrevs av Johannes Jacobus Smith.
Coelogyne kemiriensis ingår i släktet Coelogyne och familjen orkidéer. Artens utbredningsområde är Sumatra. Inga underarter finns listade i Catalogue of Life.